# Лепилемур на Ото
Лепилемур на Ото (Lepilemur otto) е вид бозайник от семейство Тънкотели лемури (Lepilemuridae). Видът е застрашен от изчезване.

## Разпространение
Разпространен е в Мадагаскар.